# Java 3D
Java 3D est une interface de programmation (Application Programming Interface ou API) pour la plateforme Java visant la synthèse d'image 3D basée sur les graphes de scène. Cette API faisait appel soit aux fonctions de OpenGL ou Direct3D jusqu'à la version 1.6.0 qui fait appel aux fonctions de JOGL. Depuis sa version 1.2, Java 3D est développé sous l'organisation du Java Community Process. Un graphe de scène Java 3D est un graphe orienté acyclique.
Java 3D et sa documentation sont disponibles en téléchargement, séparément. Ils ne font pas partie du kit de développement Java (JDK).

## Historique
Intel, Silicon Graphics, Apple, et Sun avaient tous des interfaces de programmation basées sur les graphes de scène en cours de développement en 1996. Comme ils voulaient tous en faire une version Java, ils décidèrent de la faire ensemble. Ce projet devint Java 3D. Le développement était déjà en cours en 1997. Une version bêta publique fut publiée en mars 1998. La première version fut publiée en décembre 1998. De la mi-2003 à l'été 2004, le développement de Java 3D fut abandonné. À l'été 2004, Java 3D fut publié en tant que projet communautaire, et  Sun et les bénévoles ont depuis poursuivi son développement.
Depuis sa version 1.4 (2007), sa spécification est JSR 926 et la version courante  est 1.5.1 (juin 2007).
Le 29 janvier 2008, il a été annoncé que des améliorations à Java 3D seraient mises en attente pour produire un graphe de scène 3D pour JavaFX.
Depuis le 28 février 2008, l'intégralité du code source Java 3D est publié sous la licence GPL version 2 avec GPL linking exception.
Depuis le 10 février 2012, Java 3D utilise JOGL 2.0 pour son rendu accéléré matériellement, le portage a été initié par Julien Gouesse.

## Caractéristiques
Comparé aux autres solutions pour la synthèse d'image 3D, Java 3D n'est pas seulement un wrapper autour de ces API graphiques, mais une interface qui encapsule la programmation graphique en utilisant une véritable approche orientée objet.

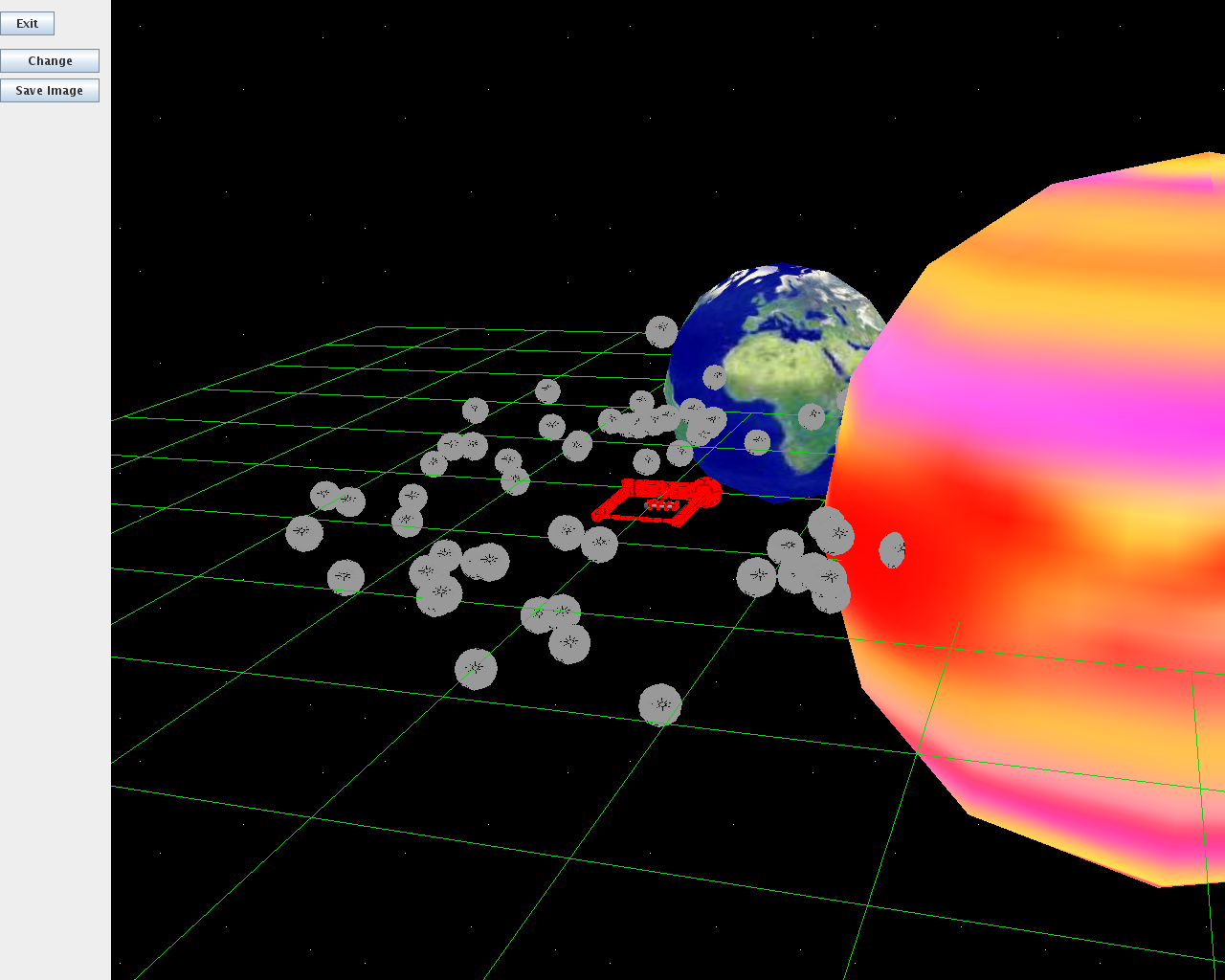
Image du système solaire créée via Java 3D

Une image est composée avec un graphe de scène, qui est une représentation vectorielle des images 3D à être affichées. Ce graphe de scène est structuré en arbre, qui contient les informations nécessaires à l'affichage. On peut s'imaginer un graphe de scène comme un arbre inversé ayant comme racine un nœud (node) nommé Locale qui est relié par une seule série de liens à tout autre nœud de l'arborescence .
Il est possible de créer des graphes de scènes illégaux. Cela a lieu lorsque le graphe ne respecte pas les conditions d'un graphe acyclique orienté. Ces graphes peuvent être compilés, mais provoquent une exception lors d'un rendu.

## Fonctionnalités
- Structure de graphe de scène multithread
- Multiplate-forme
- API générique temps réel, utilisable à la fois pour la visualisation et les jeux
- Support des différents modes de rendu (immédiat, différé…)
- Inclut le rendu accéléré matériellement via JOGL, OpenGL et Direct3D (en fonction de la plateforme, uniquement JOGL 2.0 pour Java 3D 1.6)
- Modèle de vue sophistiqué basée sur la réalité virtuelle et prenant en charge le rendu stéréoscopique et les configurations complexes d'affichages multiples
- Support natif du visiocasque
- CAVE (projecteurs sur plusieurs écrans)
- Son spatial 3D
- Shaders programmables, supportant à la fois GLSL et Cg
- Stencil buffer
- Importeurs pour la plupart des formats courants, comme 3DS, OBJ, VRML, X3D, NWN, and FLT

### Composants
Les packages inclus dans Java 3D sont javax.media.j3d et javax.vecmath .
Les sous-projets du projet Java 3D sont 
j3d-contrib-utils, 
j3d-core, 
j3d-core-utils, 
j3d-examples, 
j3d-incubator, 
j3d-optional-utils, 
j3d-vrml97, 
j3d-webstart, 
j3dfly, 
skinandbones,  
vecmath 
et vecmath-test .

## Produits compétiteurs
Pour le langage Java uniquement :
Usage général :
- AgentFX
- 3DzzD
- Strata Live 3D(tm) [9]

Jeux :
- Ardor3D
- Xith3D
- jMonkey Engine
- Espresso3D

Visualisation :
- Aviatrix3D
- JView
- Jreality[10].